# Појана Сечури (Горж)
Појана Сечури (рум. Poiana Seciuri) насеље је у Румунији у округу Горж у општини Бустукин. Oпштина се налази на надморској висини од 348 m.

## Становништво
Према подацима из 2002. године у насељу је живело 1023 становника.

### Попис2002.
| Расподела становништва по националности 2002.‍ | Расподела становништва по националности 2002.‍ | Расподела становништва по националности 2002.‍ | Расподела становништва по националности 2002.‍ | Расподела становништва по националности 2002.‍ |
| --------------------------------------------- | --------------------------------------------- | --------------------------------------------- | --------------------------------------------- | --------------------------------------------- |
|                                               |                                               |                                               |                                               |                                               |
| Румуни                                        | Румуни                                        |                                               | 910                                           | 89,0%                                         |
| Роми                                          | Роми                                          |                                               | 113                                           | 11,0%                                         |